# Lars Brygmann
Pour les articles homonymes, voir Brygmann.
Lars Brygmann, né le 17 février 1957 à Copenhague (Danemark), est un acteur danois.

## Biographie
Lars Brygmann est diplômé de l'école de théâtre en 1987 et se produit dans plusieurs théâtres au Danemark, les Får302, Dr. Dante, Mungo Park et Østre Gasværk Teater. Ses débuts à la télévision et au cinéma ont lieu en 1995.
Il est le frère des acteurs Martin et Jens Brygmann.

## Filmographie partielle

### Au cinéma
| Année | Titre                        | Rôle          | Remarques |
| ----- | ---------------------------- | ------------- | --------- |
| 1997  | Smilla                       | Verlaine      |           |
| 1997  | Sekten                       | Mormon        |           |
| 1998  | Festen                       | Lars          |           |
| 2000  | Bænken                       | Lars          |           |
| 2003  | Inheritance                  | Ulrik         |           |
| 2003  | Rembrandt                    | Mick          |           |
| 2004  | Kongekabale                  | Mads Kjeldsen |           |
| 2004  | Le Pire des adieux           | Chef          |           |
| 2008  | Fear Me Not                  | Frederik      |           |
| 2008  | Terriblement heureux         | Dr Zerleng    |           |
| 2009  | Applause                     | George        |           |
| 2011  | Dirch                        | Stig Lommer   |           |
| 2011  | Skyscraper                   | Helge         |           |
| 2017  | Good Favour                  | Mikkel        |           |
| 2017  | The Charmer                  | Lars          |           |
| 2018  | Kursk                        | Kasyenenko    |           |
| 2018  | That Time of Year            | Torben        |           |
| 2019  | The Professor and the Madman | Max Muller    |           |
| 2020  | Riders of Justice            | Lennart       |           |

### À la télévision
| Année     | Titre                        | Rôle                                            | Remarques   |
| --------- | ---------------------------- | ----------------------------------------------- | ----------- |
| 1995      | Juletestamentet              | Abrahamsen                                      | 14 épisodes |
| 1999      | Taxa                         | Ulrik Warming                                   | 4 épisodes  |
| 2000      | Edderkoppen                  | Dam Jensen                                      | 4 épisodes  |
| 2000–04   | Rejseholdet                  | Thomas La Cour                                  | 32 épisodes |
| 2003–04   | Forsvar                      | Mikaël Franck                                   | 9 épisodes  |
| 2005      | Young Andersen               | Jonas Collin                                    | 2 épisodes  |
| 2009–10   | Lulu et Léon                 | Leon                                            | 24 épisodes |
| 2010-11   | Borgen, une femme au pouvoir | Troels Höxenhaven                               | 7 épisodes  |
| 2011–12   | Lykke                        | Flemming Rønn Petersen / Flemming Horn Petersen | 18 épisodes |
| 2013–2016 | Dicte                        | Jean Wagner                                     | 24 épisodes |
| 2014-2015 | Bankerot                     | Gerner                                          | 12 épisodes |
| 2016      | Den anden verden             | Philip                                          | 24 épisodes |
| 2018      | Håbet                        | Kneisvig                                        | 4 épisodes  |
| 2019      | Mellem os                    | Jeppe Bech                                      | 8 épisodes  |
| 2020      | Equinox                      | Denis                                           | 6 épisodes  |

## Récompenses et distinctions
- (en) Lars Brygmann: Awards, sur l'Internet Movie Database